# Conioscinella lacteihalterata
Conioscinella lacteihalterata är en tvåvingeart som först beskrevs av Günther Enderlein 1911.  Conioscinella lacteihalterata ingår i släktet Conioscinella och familjen fritflugor. Inga underarter finns listade i Catalogue of Life.